# Resista

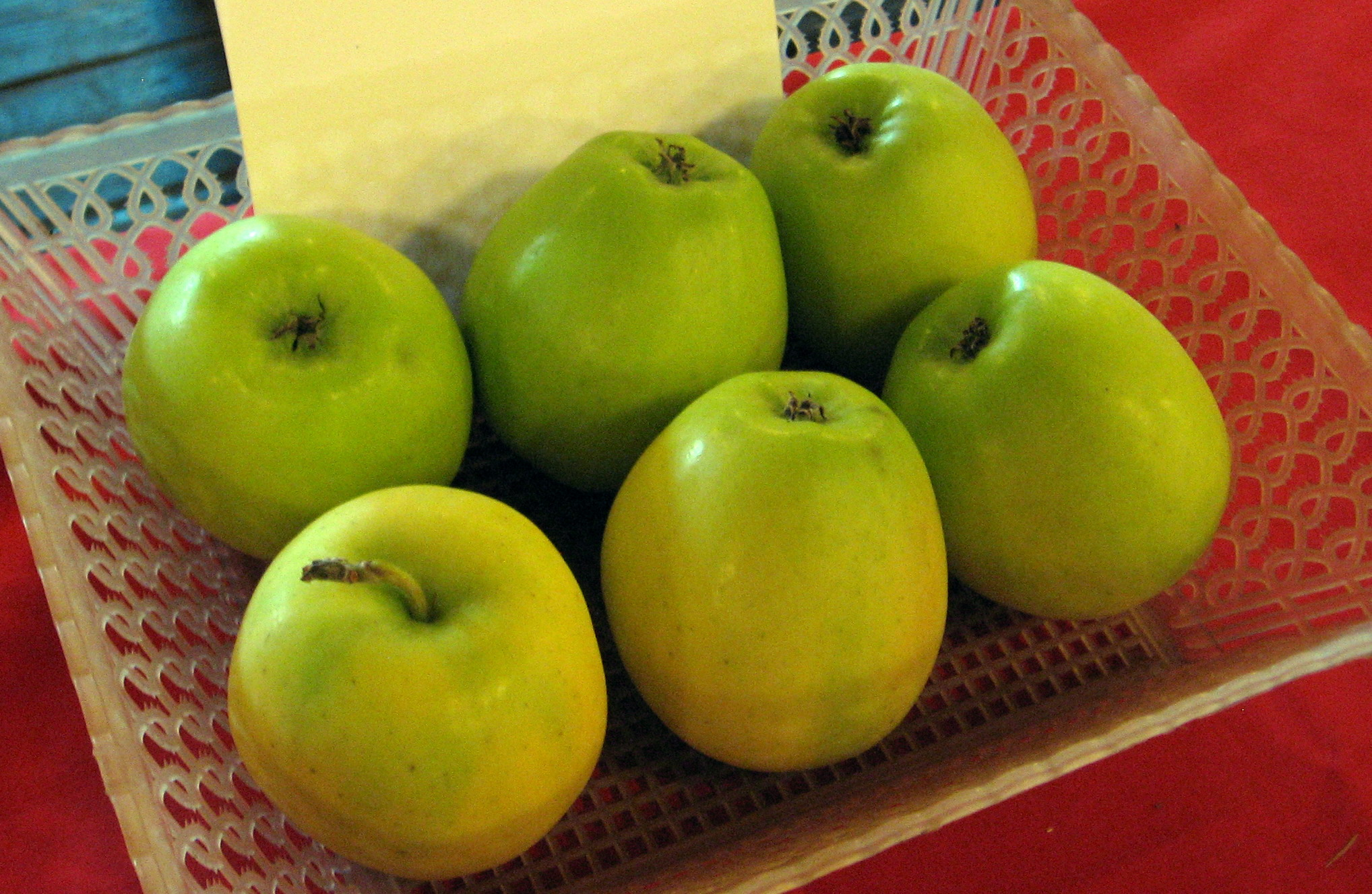

Resista (Malus domestica 'Resista') je ovocný strom, kultivar druhu jabloň domácí z čeledi růžovitých. Plody jsou řazeny mezi odrůdy zimních jablek, sklízí se v říjnu, dozrává v lednu, skladovatelné jsou do března. Odrůda je považována za rezistentní nebo poměrně odolná vůči některým chorobám, odrůdu lze pěstovat bez chemické ochrany.

## Historie

### Původ
Byla vyšlechtěna v ČR. Odrůda vznikla ve VŠÚO v Holovousích zkřížením nepojmenované odrůdy 'NJ 56' a 'Prima'.

## Vlastnosti
Odrůda je dobrý opylovač, kvete středně pozdně.

### Růst
Růst odrůdy je nadprůměrně bujný. Koruna během vegetace silně zahušťuje. Řez je nezbytný, zejména letní řez. Plodonosný obrost je na středně dlouhých výhonech i na letorostech.

## Plodnost
Plodí záhy, bohatě a pravidelně.

## Plod
Plod připomíná plody Golden Delicious, je kulatý až kuželovitý, střední až velký. Slupka hladká, žlutozeleně zbarvená. Rzivost připomíná 'Golden Delicious'. Dužnina je nažloutlá se sladce navinulou chutí.

## Choroby a škůdci
Odrůda je rezistentní proti strupovitosti jabloní a poměrně odolná k padlí.

## Použití
Je vhodná ke skladování a přímému konzumu. Odrůdu lze použít do všech středních a teplých poloh. Ve vyšších polohách plody špatně vyzrávají a dřevo častěji namrzá. Přestože je růst odrůdy bujný, je doporučováno pěstování odrůdy na slabě rostoucích podnožích ve tvarech jako zákrsky a vřetena.